# GTPS Gorzów Wielkopolski
GTPS Gorzów Wielkopolski – polski męski klub siatkarski z Gorzowa Wielkopolskiego istniejący w latach 2002–2015.

## Historia klubu
Klub powstał w 2002 roku po przekazaniu go z siatkarskiej sekcji ZKS Stilonu. W pierwszym sezonie 2002/2003 w rundzie zasadniczej na 18 spotkań GTPS wygrał tylko dwa mecze – z NKS NTO Nysa (3:1) i Skrą Bełchatów (3:0). Szansa na utrzymanie w najwyższej klasie rozgrywkowej istniała, jednak w fazie play-out o 9. miejsce gorzowianie w serii siedmiu spotkań ulegli drużynie z Nysy 3:4.
Po spadku do I ligi przez kolejne siedem sezonów gorzowska drużyna zajmowała miejsca w środkowej części tabeli. 
W sezonie 2010/2011 po ustabilizowaniu składu GTPS wygrał siedem z pierwszych ośmiu spotkań i zajął czwartą lokatę w lidze przed fazą play-off. W półfinale rozgrywek ligowych gorzowianie przegrali z Treflem Gdańsk 0:3, jednak okazali się rewelacją rozgrywek o Puchar Polski, awansując jako jedyny przedstawiciel I ligi do finałowej ósemki rozgrywek z udziałem drużyn PlusLigi. W stawce finalistów Enea Cup 2011 oprócz GTPS znalazły się: PGE Skra Bełchatów, ZAKSA Kędzierzyn-Koźle, Tytan AZS Częstochowa, Asseco Resovia Rzeszów, Jastrzębski Węgiel, AZS Politechnika Warszawska i Delecta Bydgoszcz. W ćwierćfinałowym pojedynku z ówczesnym mistrzem Polski – Skrą, rozegranym w Nowym Dworze Mazowieckim gorzowska drużyna przegrała 0:3.
Mimo utrzymania się w I lidze w sezonie 2011/2012 GTPS – z powodu problemów finansowych oddał miejsce w tej klasie rozgrywkowej Camperowi Wyszków i w kolejnym sezonie 2012/13 przystąpił do rozgrywek w II lidze.

## Bilans sezonów
| Sezon     | Rozgrywki ligowe      | Rozgrywki ligowe      | Puchar       |
| Sezon     | Poziom                | Miejsce               | Puchar       |
| --------- | --------------------- | --------------------- | ------------ |
| 2002/2003 | Polska Liga Siatkówki | 9/10                  | 3 runda      |
| 2003/2004 | I liga seria B        | 7/11                  | 3 runda      |
| 2004/2005 | I liga seria B        | 7/14                  | faza grupowa |
| 2005/2006 | I liga                | 10/15                 | faza grupowa |
| 2006/2007 | I liga                | 6/13 1 runda play-off | 2 runda      |
| 2007/2008 | I liga                | 6/11                  | 3 runda      |
| 2008/2009 | I liga                | 6/11                  | 5 runda      |
| 2009/2010 | I liga                | 5/13                  | 3 runda      |
| 2010/2011 | I liga                | 2/13 półfinał         | ćwierćfinał  |
| 2011/2012 | I liga                | 10/12                 | 3 runda      |
| 2012/2013 | II liga (gr. 1)       | 7/9                   | —            |
| 2013/2014 | II liga (gr. 1)       | 3/8                   | 1 runda      |
| 2014/2015 | II liga (gr. 1)       | 1/10 finał            | 6 runda      |

Poziom rozgrywek:
     pierwszy poziom
     drugi poziom
     trzeci poziom
     czwarty poziom

## Siatkarze i trenerzy
W drużynie występowali m.in.: Roman Bartuzi, Michał Błoński, Tomasz Borczyński, Piotr Gacek, Krzysztof Grzesiowski, Roman Gulczyński, Karol Hachuła, Adrian Hunek, Marcin Jarosz, Arkadiusz Kamiński, Michał Kamiński, Krzysztof Kocik, Maciej Kordysz, Paweł Kupisz, Marcin Lubiejewski, Jakub Mach, Rafał Matusiak, Michał Mysera, Daniel Nahorski, Bartłomiej Neroj, Michał Stępień, Dariusz Szulik, Krzysztof Śmigiel oraz bracia Maciejewicz Paweł i Radosław.
Trenerami drużyny byli m.in.: Roland Dembończyk, Sławomir Gerymski, Jacek Kuźmiński, Edward Sroka, Jerzy Taczała, Waldemar Wspaniały oraz kazach Nikołaj Mariaskin i włoch Nicola Vettori.

### Reprezentanci Polski w barwach klubu
Lista zawiera wszystkich polskich siatkarzy występujących w drużynie GTPS Gorzów Wielkopolski, którzy wystąpili w przynajmniej jednym spotkaniu reprezentacji Polski.
- Roman Bartuzi (2002–2004)
- Piotr Gacek (2002–2003)
- Krzysztof Śmigiel (2006–2009)

### Siatkarze zagraniczni w barwach klubu
Lista zawiera wszystkich zagranicznych siatkarzy występujących w drużynie GTPS Gorzów Wielkopolski, którzy wystąpili w przynajmniej jednym spotkaniu ligowym.
| Lata Gry  | Imię i nazwisko     | Pozycja     |
| --------- | ------------------- | ----------- |
| 2002–2003 | Konstantin Asipczyk | przyjmujący |